# Jilotzingo
Jilotzingo är en kommun i Mexiko. Den ligger i norra delen av delstaten Mexiko och cirka 100 km nordväst om huvudstaden Mexico City. Den administrativa huvudorten i kommunen är Santa Ana Jilotzingo, med 910 invånare år 2010. San Luis Ayucan är det största samhället med drygt 3 500 invånare.
Kommunen hade sammanlagt 17 970 invånare vid folkräkningen 2010. Kommunens area är 117,09 kvadratkilometer. Jilotzingo tillhör Region Zumpango.
Kommunpresient sedan 2019 är Evelin Mayén González från Nationella aktionspartiet (Mexiko) (PAN).